# كأس رابطة الأندية الإنجليزية المحترفة 1982–83
كأس رابطة الأندية الإنجليزية المحترفة 1982–83 (بالإنجليزية: 1982–83 Football League Cup)‏ هو موسم من كأس رابطة الأندية الإنجليزية المحترفة. كان عدد الأندية المشاركة فيه 92، وفاز فيه نادي ليفربول.